# یادمان

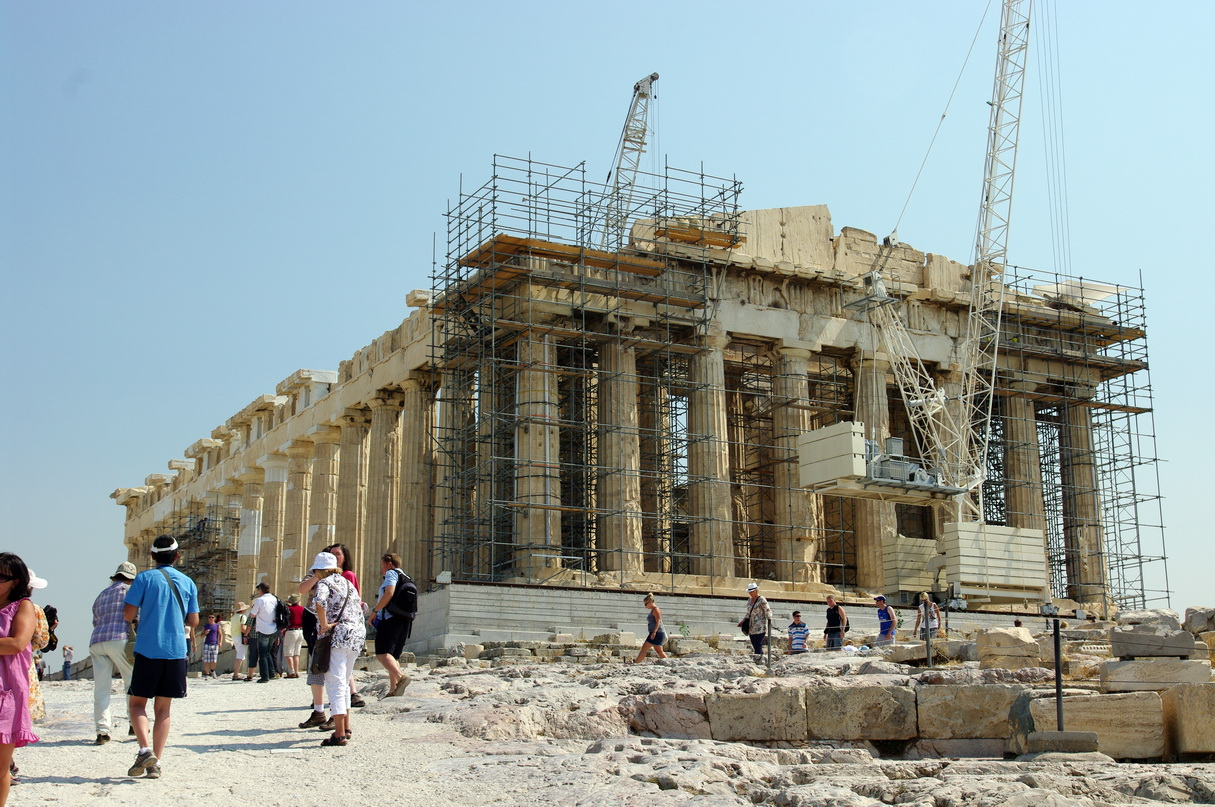
پارتنون به عنوان نمادی از یونان باستان در گرامی‌داشت دموکراسی یونانی و همچنین یکی از بزرگ‌ترین یادمان‌های فرهنگی دنیا شناخته‌می‌شود.

بنای یادبود یا یادمان یک نوع بناست که صراحتاً برای بزرگ‌داشت یک شخص یا یک رویداد مهم ساخته‌شده است که برای یک گروه اجتماعی یادآور زمان‌های تاریخی یا میراث فرهنگی آنهاست. یادمان‌ها نمونه‌ای از معماری تاریخی محسوب می‌شوند. واژه یادمان معمولاً برای ساختمان‌ها و بناهایی به‌کار گرفته می‌شود که جنبه تاریخی و فرهنگی دارند.
به‌طور خاص‌تر، بناهایی که در زمان‌های گذشته ساخته شده‌اند و به‌مرور زمان ارزش تاریخی پیدا کرده‌اند یادمان نامیده می‌شوند و می‌توان به گونه‌های زیر اشاره کرد: «یادمان باستانی» که شامل بناهای بسیار قدیمی و باستانی است و «یادمان تدفینی» که سازه یا ساختمانی است که در بسیاری از فرهنگ‌ها بر گور درگذشتگان بر پا می‌شده است.
بنای یادبود، عناصر تشکیل‌دهندهٔ سیمای شهری هستند که به صورت بصری و پدیداری، روح، وزن، حس تعلق مکانی، نشانه سازی (نشانه گزاری شهری)، هویت سازی مکان، و اتمسفر حسی_ادراکی را در فضای شهری به وجود می‌آورند، و عموماً به تندیس‌ها، سردیس‌ها، نمادها، یادبودها، و حجم‌ها هندسی یا غیر هندسی گفته می‌شوند که بیانگر بازتاب تجسمی و هنری از، رویدادها، حوادث، جان فشانی‌ها، رشادت‌ها، ازخودگذشتگی‌ها، جنگ‌ها، خاطرات، سالگردها، یادواره‌ها، تفکرات، اعتقادات، و ارتباطات_ اتفاقات تاریخی هستند. در واقع مفهوم مونومان در توصیف ساختار و ساختمانی ست که در ذهن ماندگار می‌شود و خاطره ایی را زنده نگه می‌دارد. مونومان عموماً از عناصر طراحی شهری به حساب می‌آید. طبیعتاً این ساختار در چهار چوب ارزش‌ها، بینش‌ها، سبک‌ها، روش‌ها، عقاید، افکار و اعتقادات یک اجتماع شکل می‌گیرد. مونومان با زبان بصری و بیان خاص خود می‌تواند نماد یا نشانه شهری نیز باشد؛ بنابراین برخی المان‌های شهری می‌توانند به نوعی مونومان تبدیل شوند. این عناصر شهری در بعضی موارد به عنوان یک سمبل فرهنگی اجتماعی مطرح می‌گردند یا به صورت سردیس یا تندیس، سیمای انسانی می‌یابند. مونومان گاهی به صورت اشکال انتزاعی و حتی غیر هندسی نیز ساخته می‌شود. در روند رخ نمودن مفاهیم انتزاعی، معمولاً خالقان اثر مونومان، مفاهیم ارزشمند و قابل پاس داشت فرهنگی و اجتماعی جامعه خود را با رویکرد انتزاعی و در اشکال سه بعدی به نمایش می‌گذارند. بر اساس برخی آرا، بناهای تاریخی و ابنیه با قدمت کهن نیز می‌توانند به مونومان تبدیل شوند. در مجموع، مونومان‌ها اصولاً ابنیه منفرد هستند؛ یعنی ساختمان و ساختاری هستند که به بناهای مجاور نمی‌چسبند و به‌طور مستقل در محوطه قرار می‌گیرند.

## ایجاد عمل‌کرد

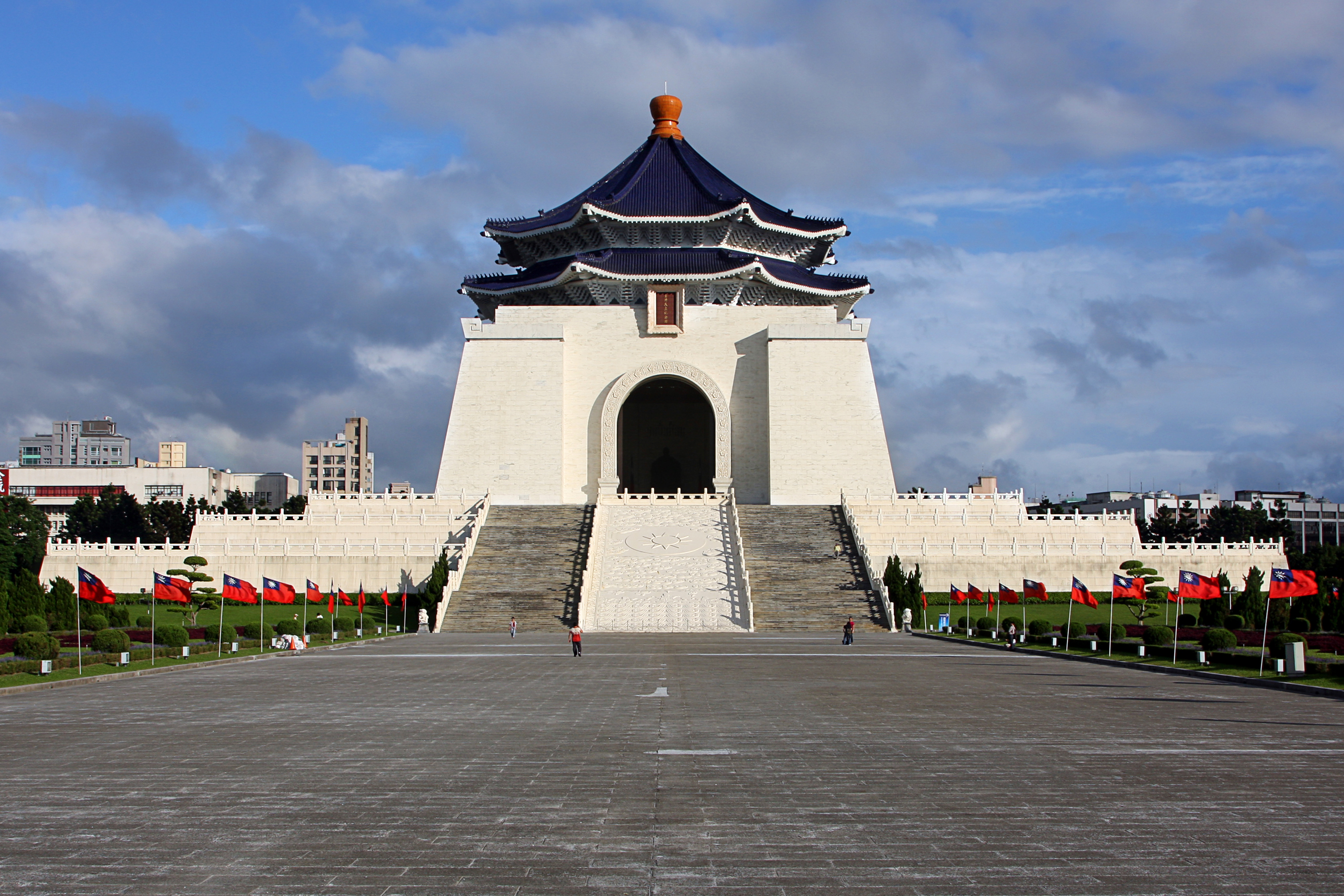
یادمان ملی چیانگ کایشک یک یادمان معروف در تایوان است.

یادمان‌ها برای هزاران سال ساخته‌شده‌اند، و معمولاً قدیمی‌ترین و معروف‌ترین نشانه‌های تمدن‌های باستان هستند. گورپشته‌ها و سنگ‌میزهای ماقبل تاریخ و ساخته‌های مشابه که در تمدن‌های ماقبل تاریخی ساخته‌شده‌اند را شامل می‌شود.
همان‌طور که جوامع سازمان‌یافته‌تر می‌شدند، یادمان‌هایی که چنان بزرگ بودند که تخریب آن‌ها غیرممکن بود مانند اهرام مصر و تخت جمشید در ایران یا موآی‌های جزیره ایستر نشانه‌های تمدن آن‌ها می‌شدند.
در قرن‌های اخیر، بناهای یادمانی (مانیومنتال) مثل برج آزادی و برج ایفل نمادهای ملی کشورهای مدرن شده‌اند. عبارت یادمان‌گرایی (monumentality) به رابطه بین وضعیت نمادین و حضور فیزیکی یک یادمان اشاره دارد.
یادمان‌ها معمولاً نمای شهر یا مکان خودشان را بهتر می‌کردند. شهرهایی که ساخت آن‌ها برنامه‌ریزی می‌شود، مثل واشینگتن دی. سی.، دهلی نو و برازیلیا معمولاً اطراف یادمان‌ها ساخته‌می‌شوند. برای مثال محل یادمان‌های واشینگتن قبل از طراحی و ساخت توسط پیر چارلز لوفان پیش‌بینی شده‌بود، تا به سازمان‌دهی اماکن عمومی کمک کند.
در شهرهای قدیمی‌تر، یادمان‌ها معمولاً در اماکنی قراردارند که یا از قبل مهم بوده‌اند، یا طوری طراحی می‌شوند که تمرکز بر روی آن‌ها جمع شود. همان‌طور که پرسی بیش شلی در شعر معروف خود، اوزیماندیاس، گفته بود که هدف یادمان‌ها معمولاً یا تأثیرگذاریست یا ایجاد حس هیبت و بزرگی: «به کار من نگاه کن، یا تکبیرت می‌کند یا تحقیر.»

## نگارخانه

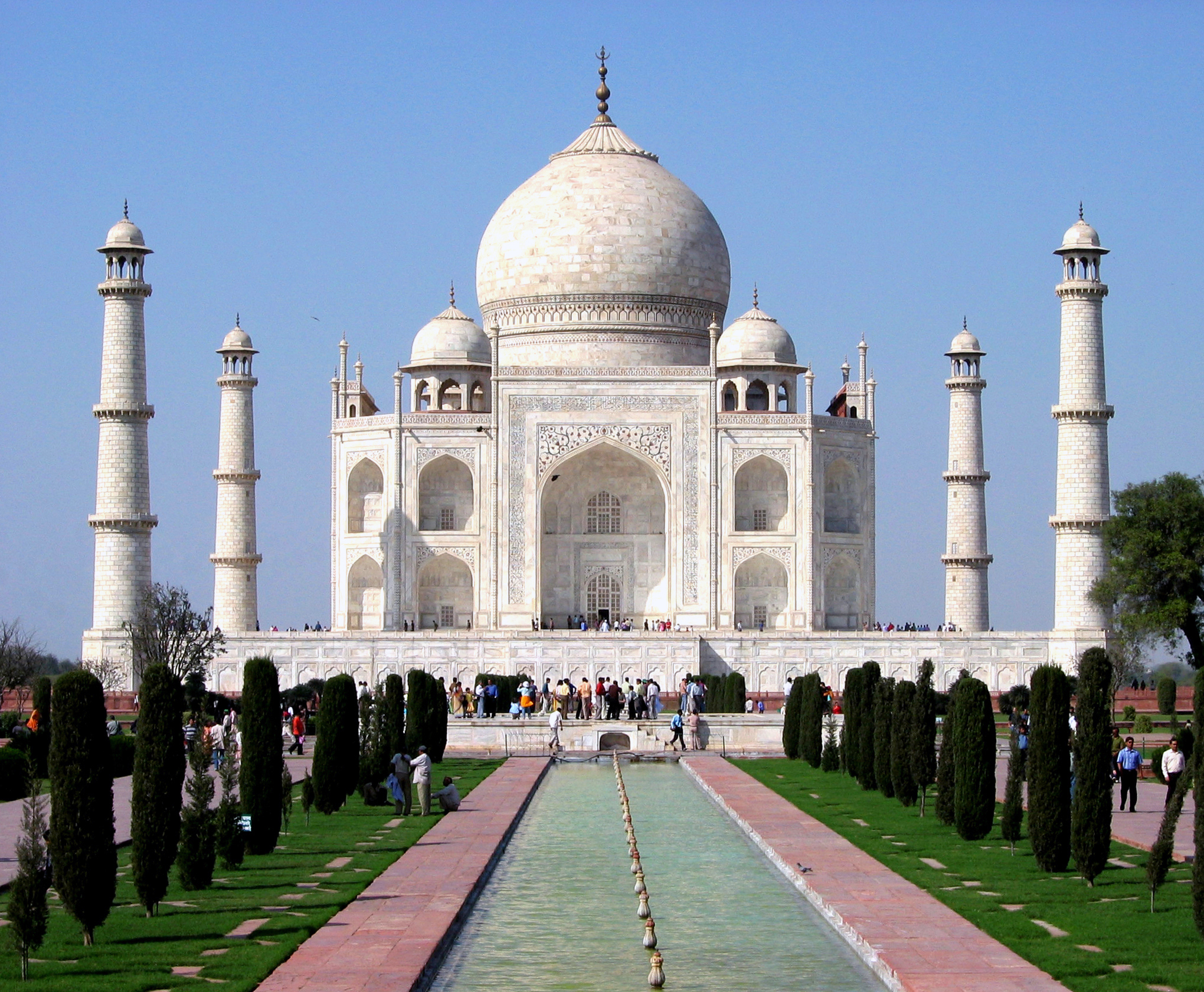
تاج‌محل، هند، بنا شده به دستور شاه جهان گورکانی به عنوان آرامگاه همسرش ممتاز محل.
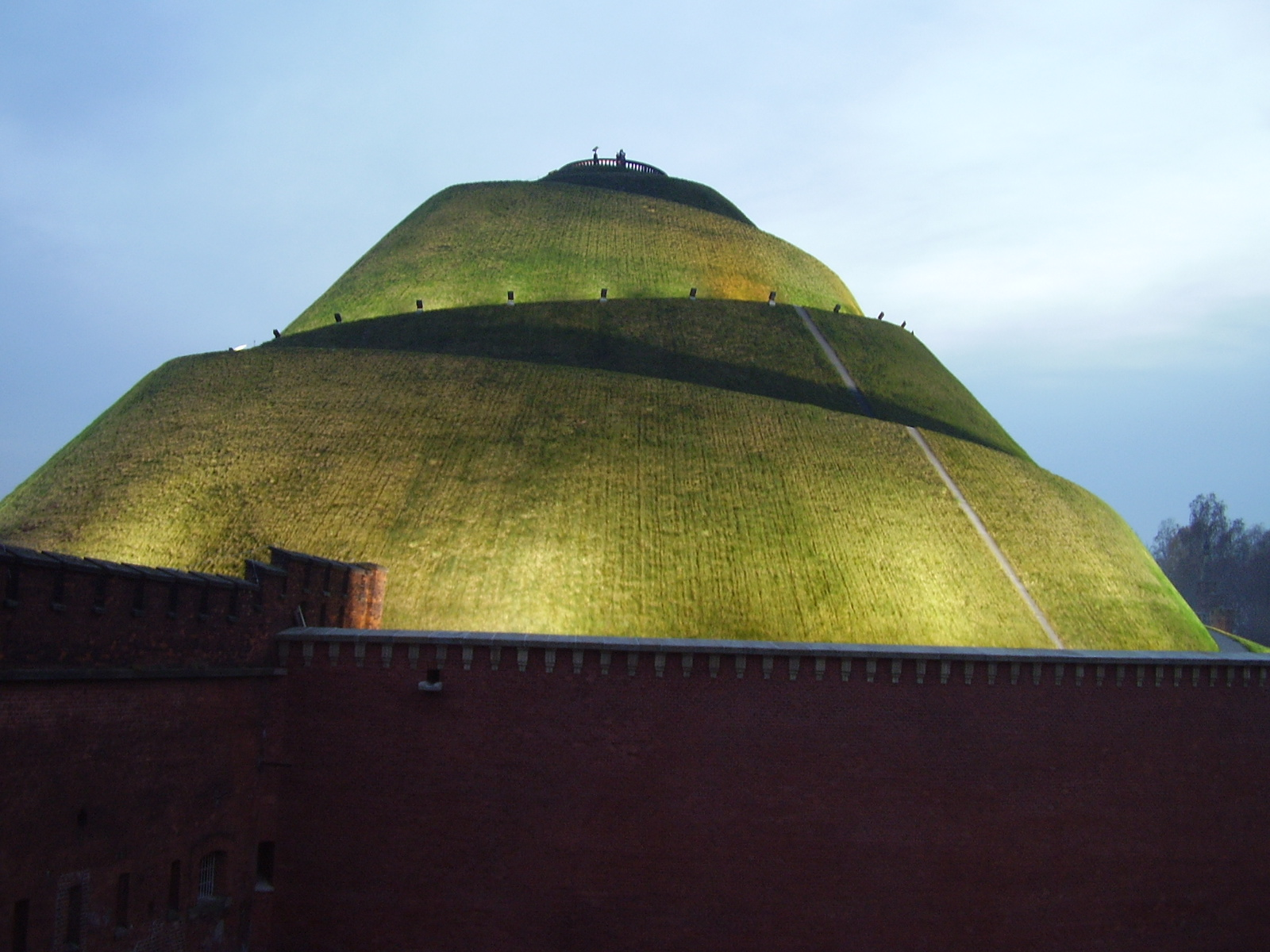
Kościuszko Mound، کراکوف، لهستان گرامی‌داشت تادیوش کوچیوسکو.
ستون تروا نماد پیروزی روم باستان بر داکیه.
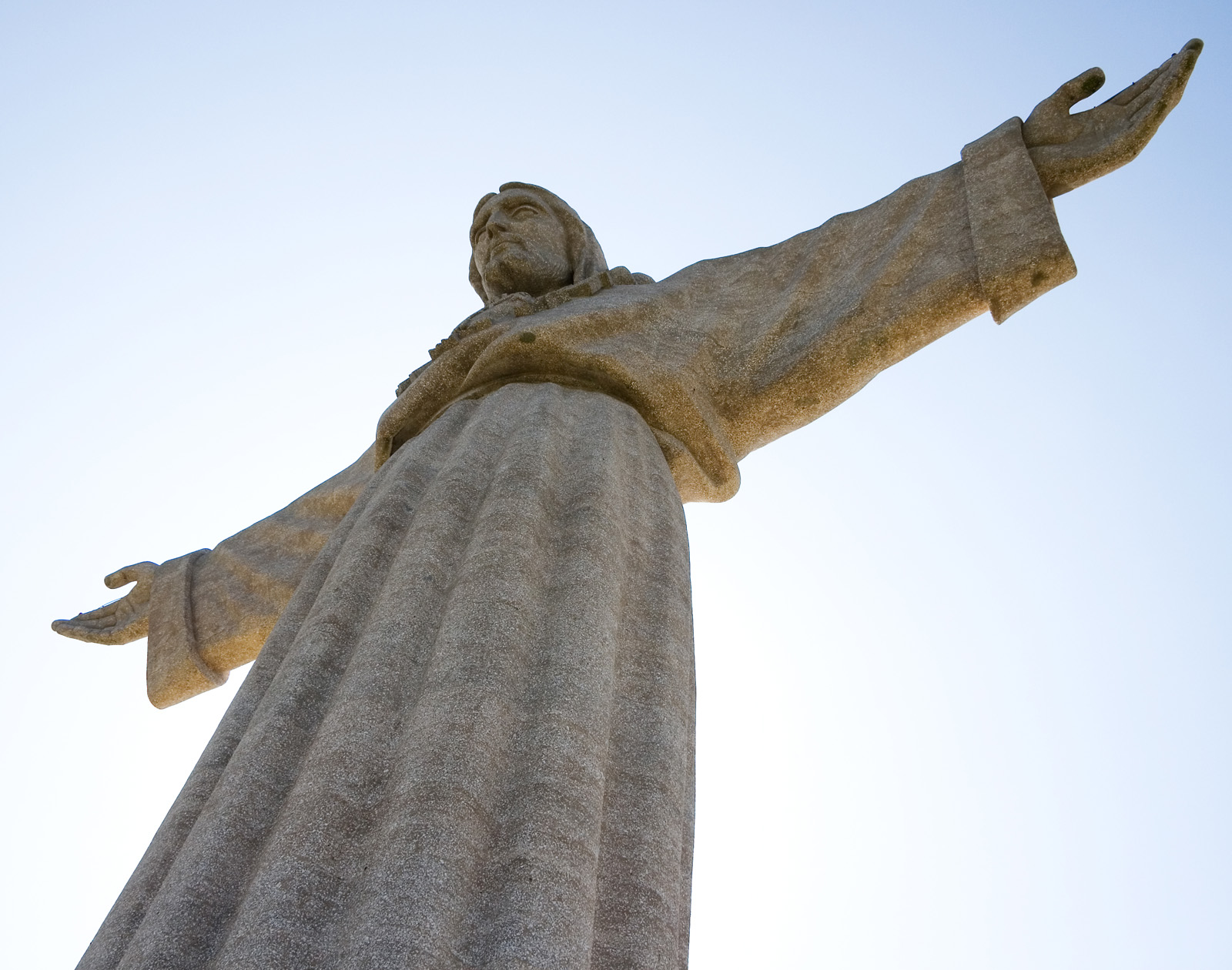
بنای Cristo-Rei (مسیح پادشاه) در پرتغال، یک یادمان مدرن مذهبی.
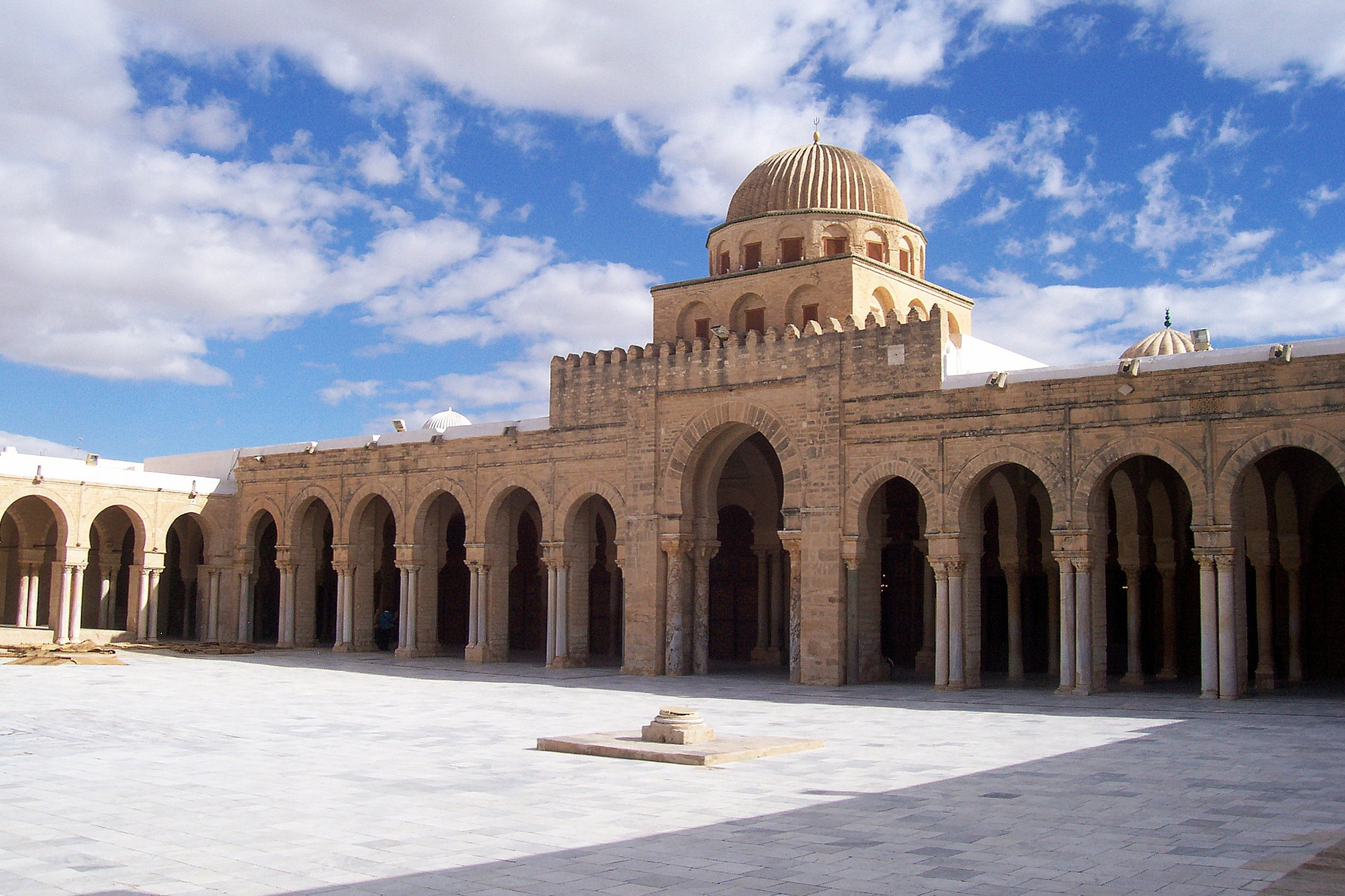
مسجد جامع Kairouan نمونه‌ای از از یادمان مذهبی اسلامی.
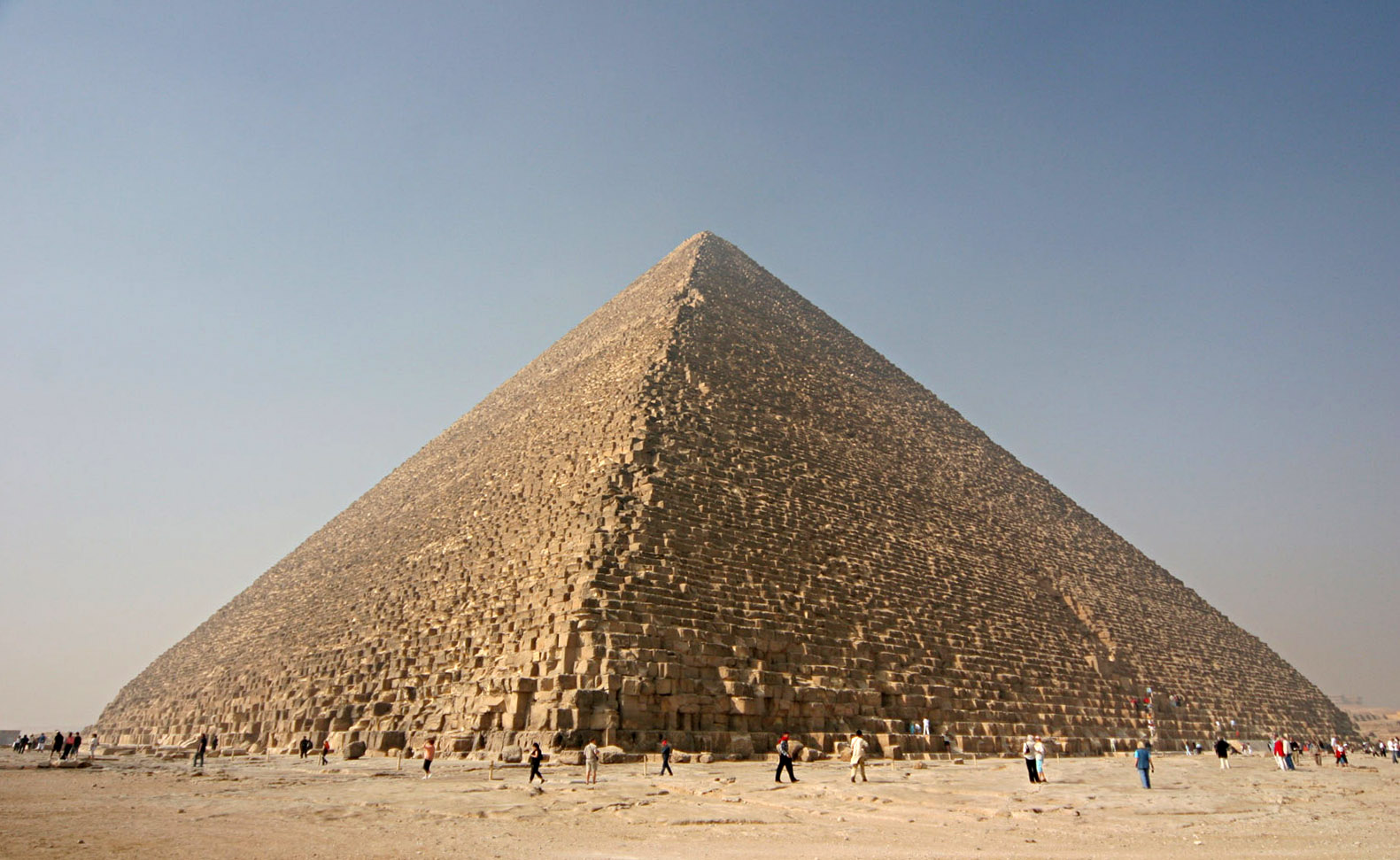
هرم بزرگ جیزه از مجموعه اهرام جیزه ساخته شده در حدود ۵۰۰۰ سال پیش به عنوان مقبره. یکی از عجایب هفت‌گانه.
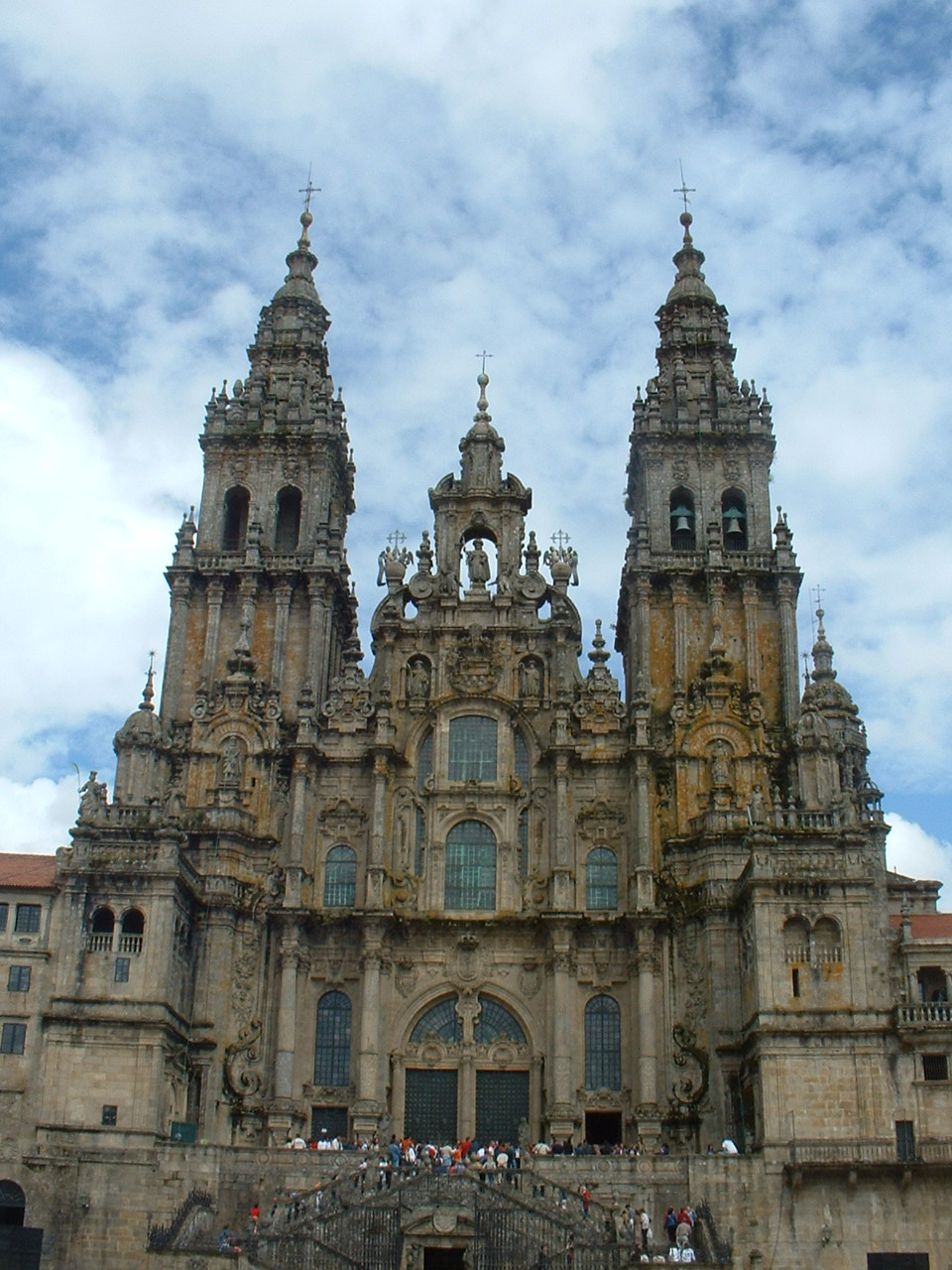
کلیسای سانتیاگو کمپوستلا محل دفن یعقوب پسر زبدی.
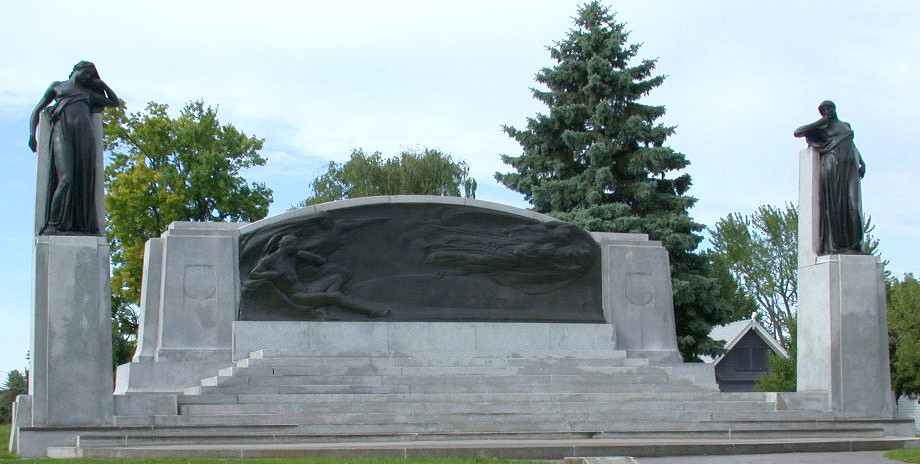
یادبود تلفن بل، بزرگداشت اختراع تلفن، در برنتفورد (انتاریو).
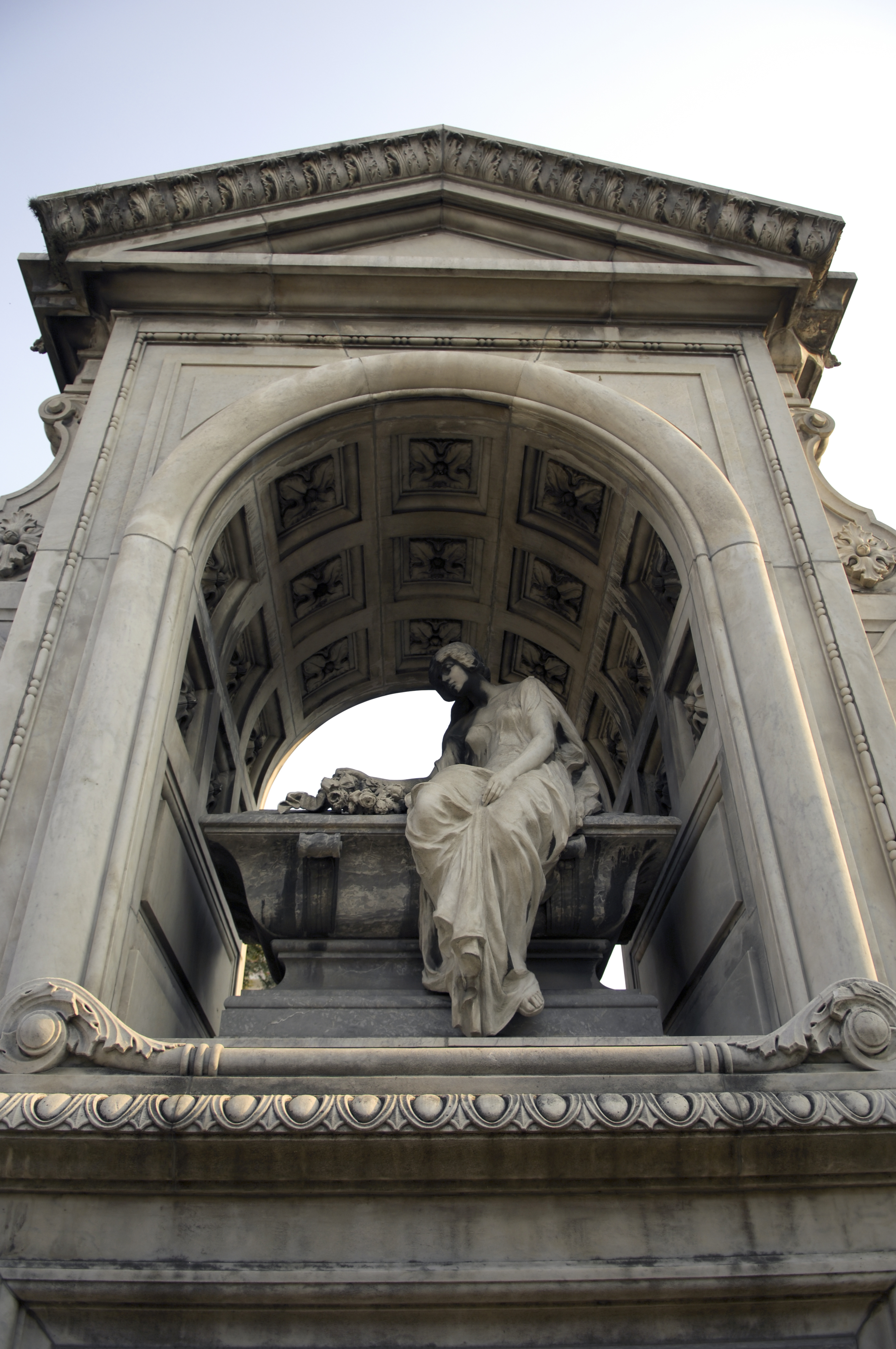
گورستان لا دیکوریتا در بوئنوس آیرس آرژانتین
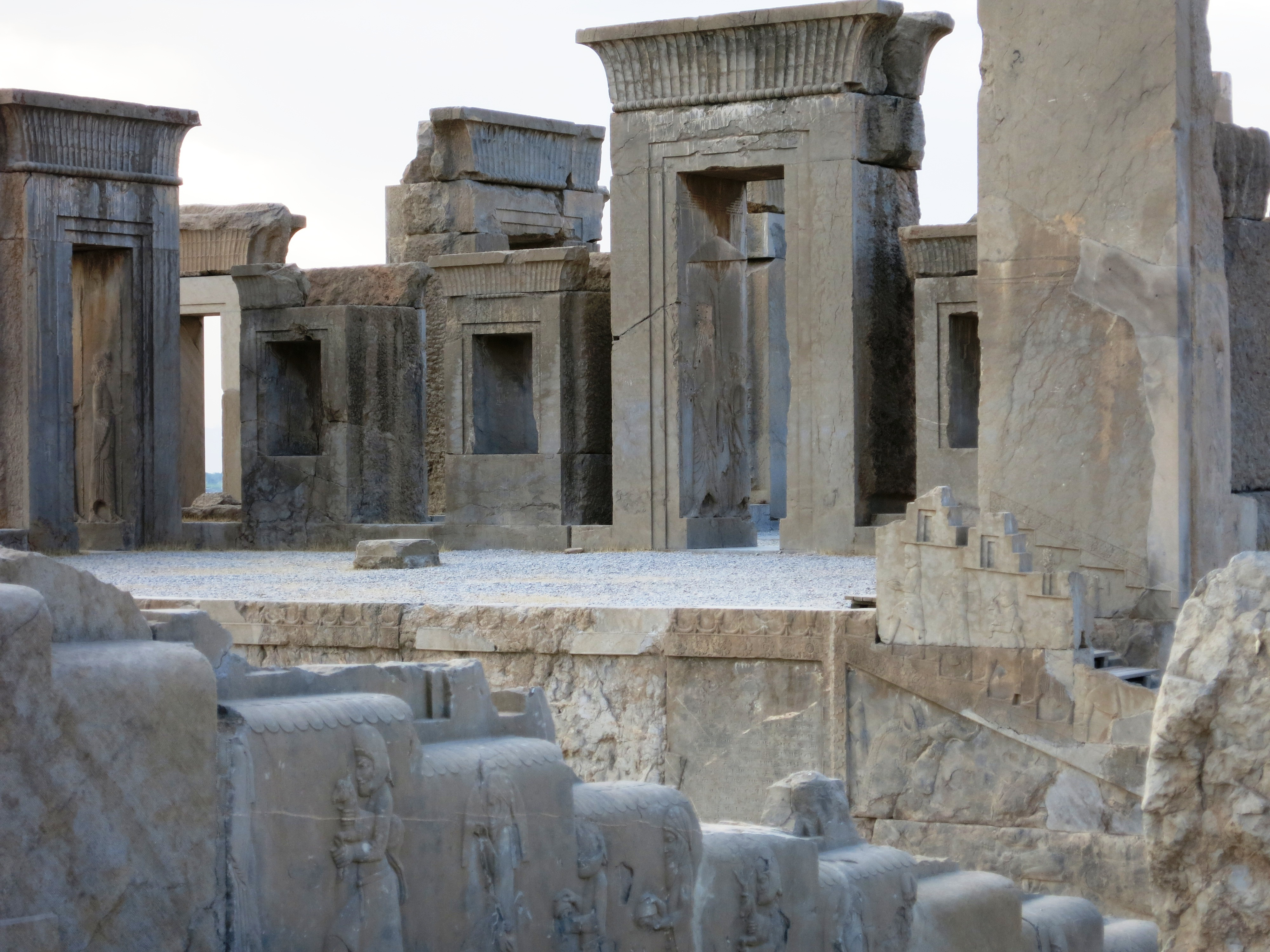
تخت جمشید ، نشانه عظمت و بزرگی قوم هخامنشیان در ایران است.
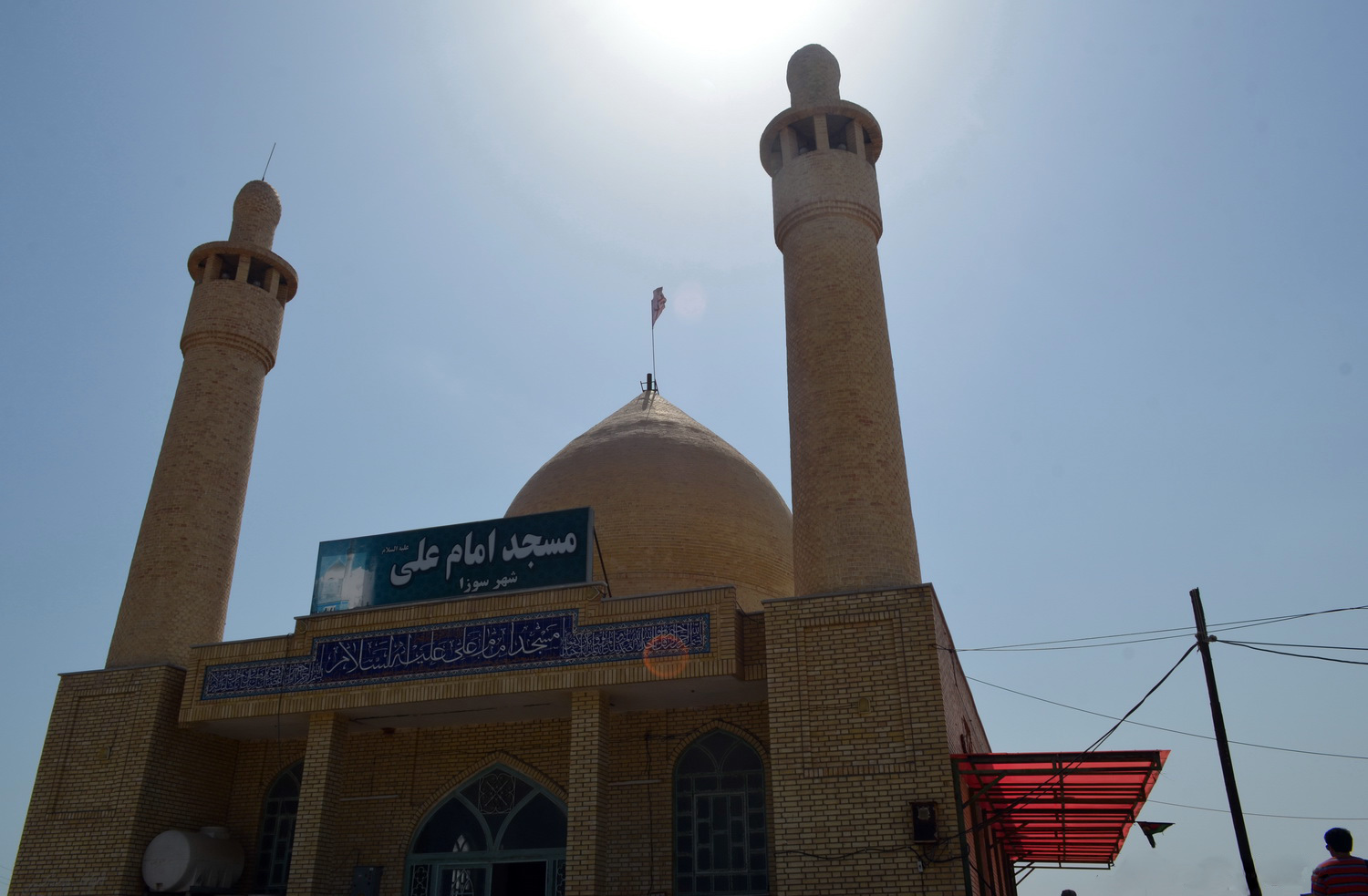
حرم علی ابن ابی‌طالب در شهر نجف.